# 鲁拉西酮
鲁拉西酮（英語：Lurasidone）是一新型非典型抗精神病药物，商品名为罗舒达（Latuda），主要用于治疗双相情感障碍I型抑郁发作和精神分裂症。

## 医疗用途
鲁拉西酮主要用于治疗双相情感障碍I型抑郁发作和精神分裂症。在双相情感障碍治疗中，它通常作为碳酸锂或丙戊酸的辅助疗法。

## 药理作用
鲁拉西酮是多巴胺D2受体的拮抗剂，5-HT1A、5-HT2A、5-HT7受体的拮抗剂，也是肾上腺素α-2c受体的拮抗剂。同其他非典型抗精神病药一样，对于5-HT7受体的拮抗作用可能是这种药品能够改善抑郁、精神病阴性症状的一个原因。

## 用法用量
一般成人的初始剂量为每次 40 mg，每日一次，初始剂量不需要进行滴定。根据症状可增加到每次 80 mg，每日一次。本品应与食物（至少 350 千卡）同服。 本品在中国成人精神分裂症患者中开展的随机对照临床试验仅验证了最高剂量 80 mg/日的安全有效性，尚缺乏中国患者应用本品超过 80 mg/日剂量的安全有效性证据。
尚未在对照研究中明确鲁拉西酮超过 6 周的长期治疗有效性。因此，医生在选择使用鲁拉西酮进行较长时间治疗时，应定期对药物在患者中的长期有效性进行再评价。
中度（肌酐清除率：30<50 mL/min）和重度（肌酐清除率：<30 mL/min）肾损害患者的初始剂量推荐为 20 mg/日。最大剂量为每次 80 mg，每日一次。 中度（Child-Pugh评分=7-9）和重度（Child-Pugh评分=10-15）肝损伤患者的初始剂量推荐为 20 mg/日。中度肝损伤患者的最大剂量为每次 80  mg，每日一次，重度肝损伤患者为每次 40 mg，每日一次。
与 CYP3A4 中效抑制剂（如地尔硫䓬）合用时，初始剂量应减半。最大剂量为每次 80 mg，每日一次。
由于葡萄柚和葡萄柚汁可能会抑制 CYP3A4 而改变鲁拉西酮的浓度，服用鲁拉西酮的患者应避免食用葡萄柚和葡萄柚汁。
与CYP3A4 中效诱导剂合用时，可能有必要在与 CYP3A4 诱导剂治疗一段时间（7 天或更长）后增加鲁拉西酮剂量。

## 禁忌
服用肝酶 CYP3A4 强效抑制剂（酮康唑、克拉霉素、利托那韦、左羟丙哌嗪等）或诱导剂（卡马西平、圣约翰草、苯妥英、利福平等）的患者禁用鲁拉西酮。 (会阻碍其功能，导致体内药物过量）
尚未研究过孕妇使用鲁拉西酮，因此不建议使用；动物研究未发现任何风险。乳汁排泄情况也未知；不建议哺乳期妇女使用鲁拉西酮。

## 副作用

### 胃肠道系统相关
恶心、呕吐、消化不良、唾液分泌过多

### 各种肌肉骨骼及结缔组织相关
背痛

### 各类神经系统相关
嗜睡、静坐不能、锥体外系反应、头晕

### 精神类相关
失眠、激动、焦虑、躁动 